# Purwantoro (Purwantoro)
Purwantoro is een bestuurslaag in het regentschap Wonogiri van de provincie Midden-Java, Indonesië. Purwantoro telt 3812 inwoners (volkstelling 2010).